# Love Together Brasil
Love Together Brasil é uma organização não governamental (ONG) fundada em 2013, em Nova Iorque, pela filantropa brasileira Geralda Sarraf. A entidade passou a atuar diretamente no Brasil em 2014, desenvolvendo projetos de acesso à água potável, saúde, educação, cultura e esporte em comunidades socialmente vulneráveis, principalmente no sertão da Paraíba.

## História
A ONG nasceu do compromisso pessoal de sua fundadora de retornar à região onde nasceu para melhorar as condições de vida da população local.

## Atuação
- Água potável – perfuração de 58 poços artesianos em escolas, hospitais e comunidades rurais.[2]
- Saúde – mutirões médicos e odontológicos gratuitos, campanhas de prevenção e distribuição de kits de higiene.
- Educação, cultura e esporte – oficinas, festivais regionais e construção do Centro Educacional, Cultural e Esportivo Francisco das Chagas, em Piancó (PB), projetado para atender cerca de 5 000 pessoas por ano.

## Reconhecimentos
- Medalha Epitácio Pessoa – Assembleia Legislativa da Paraíba (2024).[2]
- Prêmio Martin Luther King Jr. – entregue à fundadora da ONG pelo impacto social no sertão.[3]

## Na mídia
A Love Together Brasil já foi destaque em veículos como Veja, Folha de S.Paulo e Vogue Brasil. Em 2022, a revista Vogue noticiou um jantar beneficente em Nova Iorque para arrecadar recursos aos projetos de perfuração de poços.